# 張淑
張淑（1404年—？），字子善，雲南雲南府昆明縣人，明朝政治人物。進士出身。

## 生平
雲南鄉試第二十名。宣德五年（1430年）丁丑科會試第五十四名，殿試登進士第二甲第二十八名。

## 家族
曾祖父張忠。祖父張賢。父亲張節，曾任任徐州知府。